# Hội Nghệ sĩ Sân khấu Việt Nam
Hội Nghệ sĩ Sân khấu Việt Nam (thành lập năm 1957), viết tắt là VSAA, là một tổ chức chính trị - xã hội - nghề nghiệp phi lợi nhuận quy tụ các nghệ sĩ, nhà hoạt động sân khấu tự nguyện có đóng góp tích cực cho sự phát triển của nền sân khấu Việt Nam. Hội nằm dưới sự lãnh đạo của Đảng Cộng sản Việt Nam, sự quản lý của Nhà nước Việt Nam, hoạt động trong khuôn khổ pháp luật của Nhà nước Cộng hòa xã hội chủ nghĩa Việt Nam .
Hội có tên giao dịch tiếng Anh là Vietnam Stage Artists Association (VSAA).
Hội là thành viên của Mặt trận Tổ quốc Việt Nam và Liên hiệp các Hội văn học nghệ thuật Việt Nam.
Trụ sở tại Tầng 4 tòa nhà Liên hiệp các Hội VHNT Việt Nam, 51 Trần Hưng Đạo - Hoàn Kiếm - Hà Nội.
Hiện nay, Chủ tịch Hội nhiệm kỳ IX là Nghệ sĩ Nhân dân Thúy Mùi.
Bắt đầu từ Sắc lệnh số 102/SL ngày 20/05/1957 về việc thành lập hội, Đại hội I tổ chức năm 1957 với chủ tịch đầu tiên là Nghệ sĩ Nhân dân Thế Lữ, đến nay hội có hơn 2000 hội viên hoạt động trên tất cả các lĩnh vực sân khấu và đóng vai trò quan trọng trong quá trình phát triển của nghệ thuật sân khấu Việt Nam.
Điều lệ Hội Nghệ sĩ Sân khấu Việt Nam được Bộ Nội vụ phê duyệt tại Quyết định số 26/2005/QĐ-BNV ngày 25 tháng 2 năm 2005 .

## Thành viên
Bắt đầu từ 374 hội viên từ Đại hội đầu tiên, hiện nay hội có gần 2500 hội viên, bao gồm các nghệ sĩ hoạt động trong mọi lĩnh vực sân khấu: Chèo, Tuồng, Cải lương, Kịch Dân ca, Kịch nói, Rối, Xiếc. Thành viên của Hội bao gồm:
- Diễn viên kịch, tuồng, chèo, cải lương, ca kịch, xiếc, múa rối, nhạc vũ kịch.
- Đạo diễn, chỉ đạo nghệ thuật ở các Nhà hát, các đơn vị biểu diễn sân khấu, các bộ môn sân khấu của Đài Phát thanh và Truyền hình.
- Tác giả kịch bản
- Biên tập viên, trợ lý chỉ đạo nghệ thuật
- Họa sĩ, chủ nhiệm trang trí và thiết kế mỹ thuật, chuyên gia hóa trang và phục trang.
- Nhạc sĩ, nhạc công, chỉ huy dàn nhạc, chỉ huy hợp xướng, chuyên gia âm thanh sân khấu.
- Các nhà lý luận phê bình sân khấu, các cán bộ giảng dạy, nghiên cứu lịch sử sân khấu và xã hội học Sân khấu.
- Các cán bộ quản lý sân khấu chuyên nghiệp, cán bộ chuyên trách phong trào sân khấu quần chúng và nhà hoạt động sân khấu không chuyên nghiệp có nhiều thành tích xuất sắc.

Hiện nay hội có chi hội ở 50 tỉnh thành trong cả nước.

### Hội viên tiêu biểu
- Các tác giả đoạt giải thưởng Hồ Chí Minh: Học Phi; Trần Hữu Trang; Tống Phước Phổ; Đào Hồng Cẩm; Tào Mạt; Thế Lữ; Lộng Chương; Lưu Quang Vũ; Nguyễn Đình Quang.
- Các tác giả đoạt giải thưởng Nhà nước: Trần Bảng, Xuân Trình, Hà Văn Cầu, Hoàng Châu Ký, Ngô Y Linh (Nguyễn Vũ), Nguyễn Thế Khoán (Mịch Quang), Phạm Ngọc Truyền, Hàn Thế Du, Tất Đạt, Lê Duy Hạnh, Lê Như Dực (Kính Dân), Nguyễn Mạnh Phác (Trúc Đường), Hoài Giao, Lưu Quang Thuận, Hồ Thi, Nguyễn Anh Biên, Đặng Thị Thanh Hương, Trần Đình Ngôn, Nguyễn Khắc Phục, Nguyễn Xuân Yến, Minh Khoa, Phi Hùng, Sỹ Hanh, Ngọc Linh, Thuỳ Linh, Tạ Xuyên, Việt Dung.
- Nghệ sĩ nhân dân: 93 người (xem Danh sách Nghệ sĩ nhân dân Việt Nam)
- Nghệ sĩ ưu tú: 687 người

## Cơ quan
- Ban Chấp hành
- Ban Thư ký (Thường vụ)
- Hội đồng nghệ thuật
- Văn phòng Hội
- Các Ban Chuyên môn: Ban Sáng tác, Ban Lý luận - Phê bình, Ban Hội viên, Ban Đối ngoại...
- Tạp chí Sân khấu (ra hàng tháng - xuất bản từ 1976)
- Nhà xuất bản Sân khấu - ra đời năm 1986
- Trung tâm Bảo tồn và Phát triển Nghệ thuật Sân khấu Việt Nam (2006).

## Các kì đại hội
Đến nay hội đã trải qua 9 kì đại hội, từ đó bầu nên Ban chấp hành và Ban thư ký của hội.
- Đại hội lần thứ I, tổ chức vào các ngày 6, 7 tháng 5 năm 1957. Số hội viên có 374. Ban chấp hành gồm 39 người. Ban thường vụ gồm 21 người. Chủ tịch là Nghệ sĩ Nhân dân Thế Lữ. Tổng thư ký: Lưu Trọng Lư; Học Phi; Hoàng Châu Ký
- Đại hội lần thứ II, tổ chức vào các ngày 22, 23, 24 tháng 11 năm 1983. Hội viên có 800 người. Đại hội đại biểu có 154 người. Ban chấp hành gồm 52 ngời. Ban thường vụ 9 người. Tổng thư ký là Nghệ sĩ Nhân dân Dương Ngọc Đức.
- Đại hội lần thứ III, tổ chức vào các ngày 6, 7, 8 tháng 12 năm 1988. Số hội viên có 1097 người. Đại hội đại biểu có 315 người. Ban chấp hành gồm 43 người. Ban Thường vụ 9 người. Tổng thư ký là Nghệ sĩ Nhân dân Dương Ngọc Đức.
- Đại hội lần thứ IV, tổ chức vào các ngày 22, 23, 24 tháng 12 năm 1994. Hội có 1420 hội viên. Đại hội đại biểu 371 người. Ban chấp hành gồm 22 người. Ban Thường vụ 7 người. Tổng thư ký: Dương Ngọc Đức.
- Đại hội lần thứ V, tổ chức vào các ngày 23, 24, 25 tháng 12 năm 1999. Số lượng hội viên có 1839 người. Đại hội đại biểu có 400 người. Ban chấp hành 28 người. Ban Thường vụ 7 người. Tổng thư ký: Nghệ sĩ Nhân dân Trọng Khôi.
- Đại hội lần thư VI tổ chức vào các ngày 18, 19, 20 tháng 12 năm 2004. Đại hội đại biểu, có gần 500 đại biểu chính thức tới dự. Ban chấp hành 15 người. Chủ tịch: Nghệ sĩ Nhân dân Trọng Khôi.
- Đại hội đại biểu toàn quốc lần thứ VII của Hội Nghệ sĩ Sân khấu Việt Nam diễn ra từ ngày 07 đến ngày 09 tháng 12 năm 2009.Tổng số Đại biểu chính thức: 511. Ban chấp hành 21 người. Chủ tịch: Nghệ sĩ Nhân dân Lê Tiến Thọ.
- Đại hội đại biểu toàn quốc lần thứ VIII của Hội Nghệ sĩ Sân khấu Việt Nam diễn ra từ ngày 16 đến ngày 17 tháng 12 năm 2014.Tổng số Đại biểu chính thức: 500. Ban chấp hành 21 người. Chủ tịch: Nghệ sĩ Nhân dân Lê Tiến Thọ.[3]
- Đại hội đại biểu toàn quốc lần thứ IX của Hội Nghệ sĩ Sân khấu Việt Nam diễn ra từ ngày 12 đến ngày 13 tháng 1 năm 2020.Tổng số Đại biểu chính thức: 500. Ban chấp hành 21 người. Chủ tịch: Nghệ sĩ Nhân dân Thúy Mùi.[4]

## Tặng thưởng
- Huân chương Độc lập hạng nhất (1987)
- Huân chương Hồ Chí Minh (1997)
- Huân chương Sao Vàng (2008)
- Bằng khen của Thủ tướng Chính phủ tặng Hội NSSKVN về thành tích hoạt động năm 2004 - 2006.